# Troina
Troina er en italiensk by (og kommune) i regionen Sicilien i Italien, med omkring 8.550(2023) indbyggere.  